# Cattedrale Sioni (Manglisi)
La cattedrale Sioni di Manglisi (in georgiano მანგლისის სიონი?) è una cattedrale ortodossa della municipalità di Tetri Tsqaro, in Georgia. Si trova nei pressi della cittadina di Manglisi. Fu costruita a cavallo tra il VI ed il VII secolo, sulla base di una precedente chiesa risalente al IV secolo. Durante il regno di Giorgio I (1014-1027) l'edificio fu ampliato e rimodellato. Nel 1850 i russi intrapresero nuovi restauri. Ciò tuttavia comportò il danneggiamento e la scomparsa di vari affreschi. Nella cattedrale sono presenti numerose iscrizioni, che però risultano difficilmente riconoscibili. La cupola intagliata è degna di nota, così come lo sono le porte dell'XI secolo, raffiguranti cieli stellati. Nella chiesa sono ancora visibili alcune pitture murarie risalenti all'inizio dell'XI secolo. È presente anche un campanile medievale, ma la data della sua costruzione è ignota. Nella cattedrale furono scritti e tradotti testi importanti, come i santi vangeli di Giovanni e Matteo. La chiesa è dedicata alla Dormizione di Maria.

## Galleria d'immagini

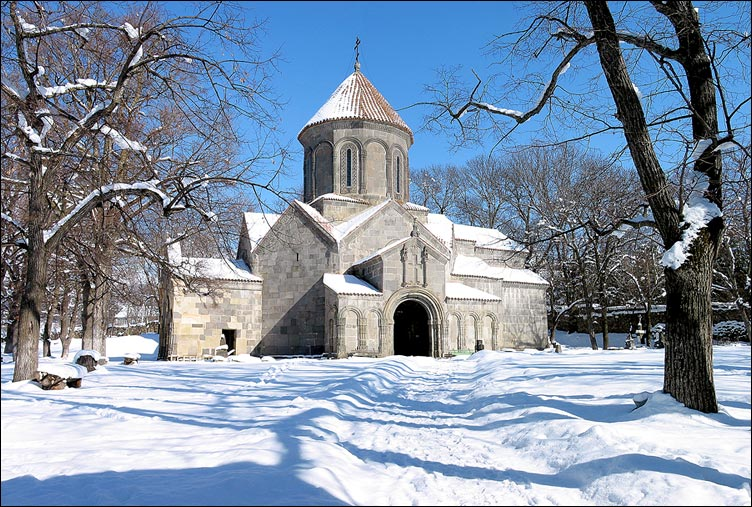
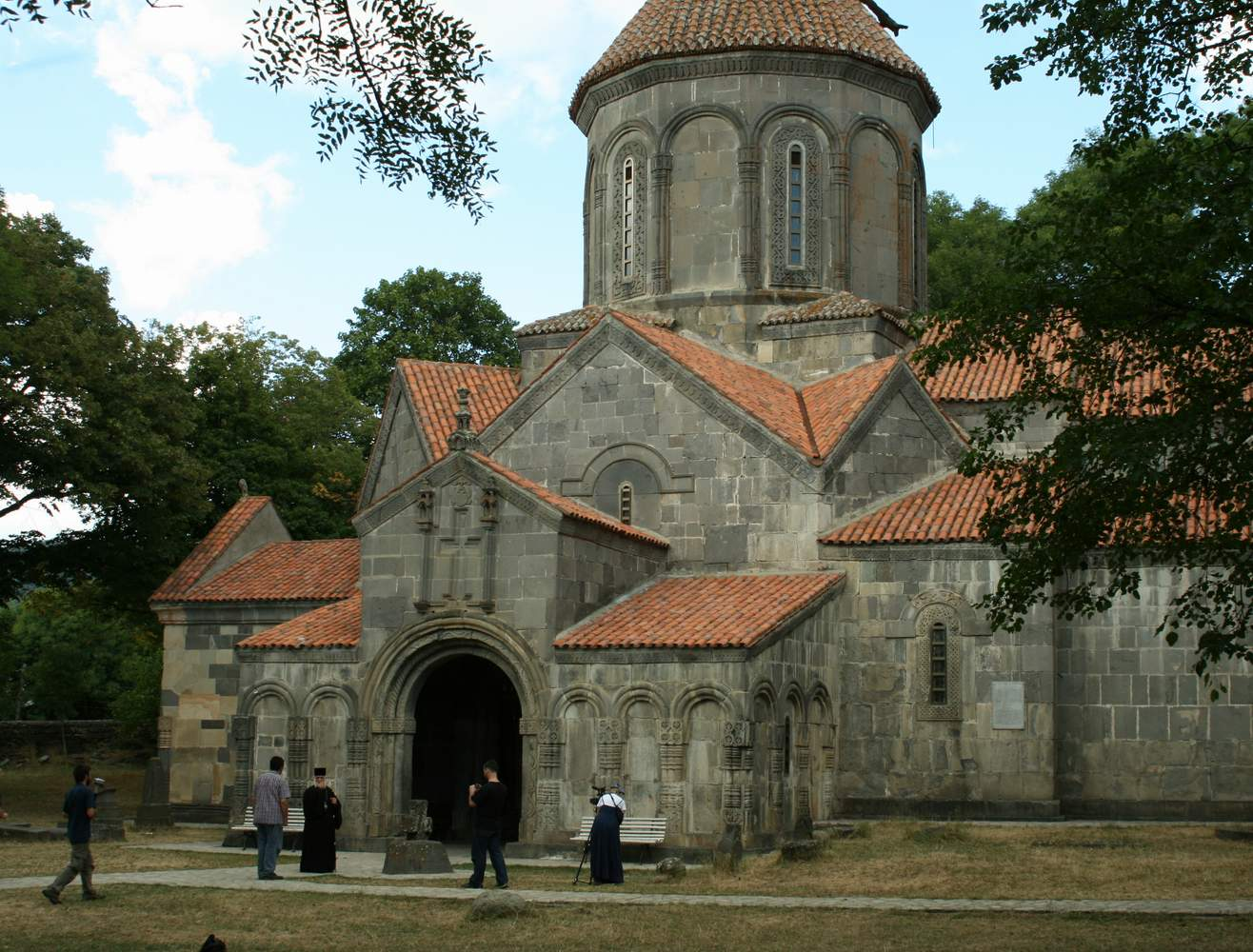
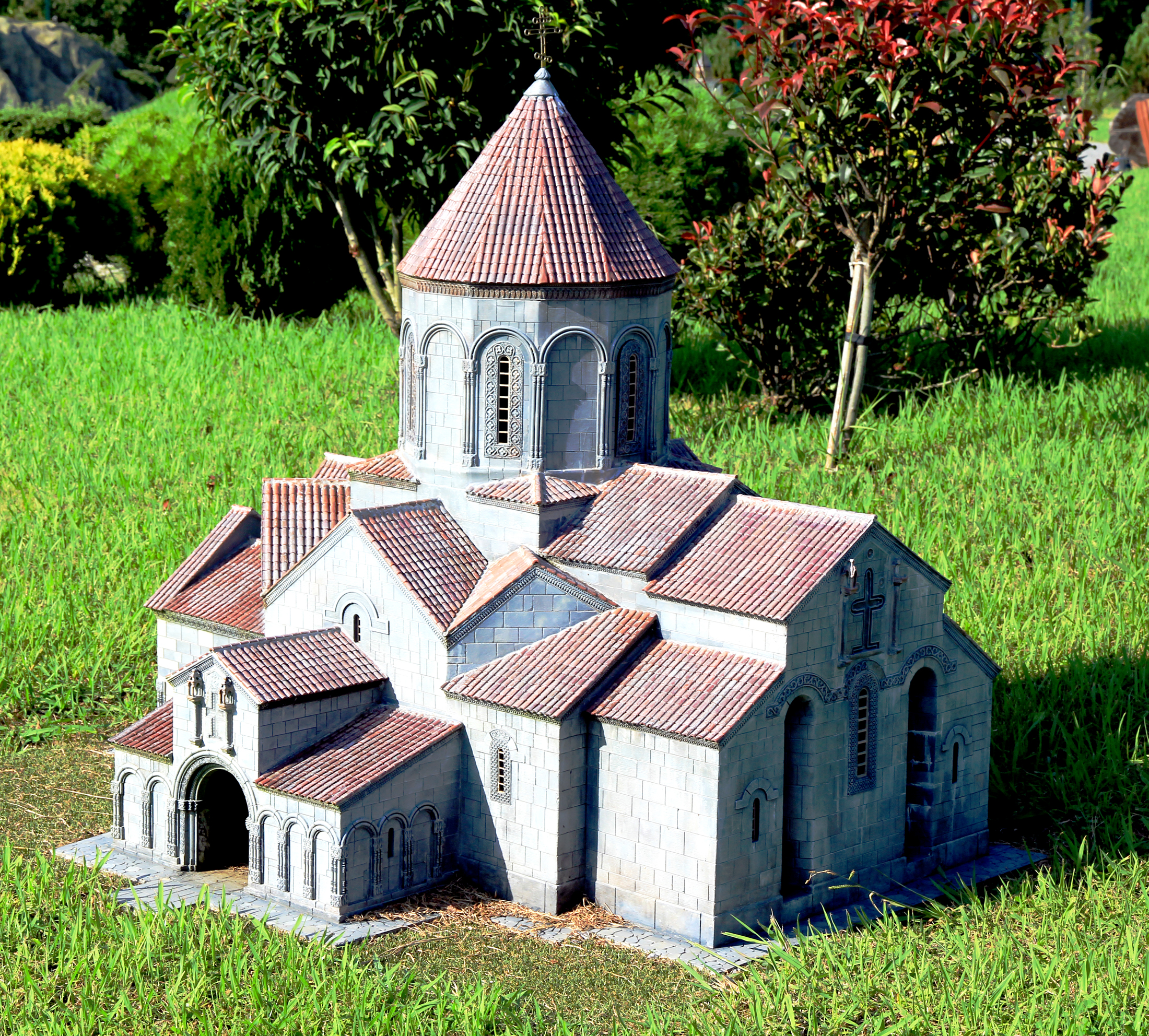
in Shekvetili miniatur park